# Hypophyllonomus callidus
Hypophyllonomus callidus is een hooiwagen uit de familie Gonyleptidae.